# CSI: Miami (seizoen 4)
Het 4e seizoen van de Thriller Crime Scene Investigation Miami werd uitgezonden (in Amerika) van 19 september 2005 tot en met 22 mei 2006.
In Nederland werd dit seizoen van de serie door RTL 5 uitgezonden en dit gebeurde een half jaar later. Het vierde seizoen bestond uit 25 afleveringen die allen ongeveer 45 minuten duren. De laatste drie afleveringen van dit seizoen en de eerste aflevering van het volgende Seizoen vormen samen een grote aflevering. De hoofdrollen worden gespeeld door David Caruso, Emily Procter, Adam Rodriguez, Khandi Alexander en Jonathan Togo.
De dvd van het vierde seizoen werd op 31 oktober 2006 uitgegeven in Amerika, Canada en Bermuda, op 15 oktober 2007 werd de dvd ook in Europa, en dus Nederland, uitgegeven.

## Rolverdeling
| David Caruso     | Horatio Caine     | Gehele seizoen                             | Gehele seizoen                             | Gehele seizoen                             | Gehele seizoen                             | Gehele seizoen                             | Gehele seizoen                             | Gehele seizoen                             | Gehele seizoen                             | Gehele seizoen                             | Gehele seizoen                             | Gehele seizoen                             | Gehele seizoen                             | Gehele seizoen                             | Gehele seizoen                             | Gehele seizoen                             | Gehele seizoen                             | Gehele seizoen                             | Gehele seizoen                             | Gehele seizoen                             | Gehele seizoen                             |
| Emily Procter    | Calleigh Duquesne | Gehele seizoen                             | Gehele seizoen                             | Gehele seizoen                             | Gehele seizoen                             | Gehele seizoen                             | Gehele seizoen                             | Gehele seizoen                             | Gehele seizoen                             | Gehele seizoen                             | Gehele seizoen                             | Gehele seizoen                             | Gehele seizoen                             | Gehele seizoen                             | Gehele seizoen                             | Gehele seizoen                             | Gehele seizoen                             | Gehele seizoen                             | Gehele seizoen                             | Gehele seizoen                             | Gehele seizoen                             |
| Adam Rodriguez   | Eric Delko        | Gehele seizoen                             | Gehele seizoen                             | Gehele seizoen                             | Gehele seizoen                             | Gehele seizoen                             | Gehele seizoen                             | Gehele seizoen                             | Gehele seizoen                             | Gehele seizoen                             | Gehele seizoen                             | Gehele seizoen                             | Gehele seizoen                             | Gehele seizoen                             | Gehele seizoen                             | Gehele seizoen                             | Gehele seizoen                             | Gehele seizoen                             | Gehele seizoen                             | Gehele seizoen                             | Gehele seizoen                             |
| Khandi Alexander | Alexx Woods       | Gehele seizoen                             | Gehele seizoen                             | Gehele seizoen                             | Gehele seizoen                             | Gehele seizoen                             | Gehele seizoen                             | Gehele seizoen                             | Gehele seizoen                             | Gehele seizoen                             | Gehele seizoen                             | Gehele seizoen                             | Gehele seizoen                             | Gehele seizoen                             | Gehele seizoen                             | Gehele seizoen                             | Gehele seizoen                             | Gehele seizoen                             | Gehele seizoen                             | Gehele seizoen                             | Gehele seizoen                             |
| Jonathan Togo    | Ryan Wolfe        | Gehele seizoen                             | Gehele seizoen                             | Gehele seizoen                             | Gehele seizoen                             | Gehele seizoen                             | Gehele seizoen                             | Gehele seizoen                             | Gehele seizoen                             | Gehele seizoen                             | Gehele seizoen                             | Gehele seizoen                             | Gehele seizoen                             | Gehele seizoen                             | Gehele seizoen                             | Gehele seizoen                             | Gehele seizoen                             | Gehele seizoen                             | Gehele seizoen                             | Gehele seizoen                             | Gehele seizoen                             |
| Rex Linn         | Frank Tripp       | Gehele seizoen als gastrol, geen vaste rol | Gehele seizoen als gastrol, geen vaste rol | Gehele seizoen als gastrol, geen vaste rol | Gehele seizoen als gastrol, geen vaste rol | Gehele seizoen als gastrol, geen vaste rol | Gehele seizoen als gastrol, geen vaste rol | Gehele seizoen als gastrol, geen vaste rol | Gehele seizoen als gastrol, geen vaste rol | Gehele seizoen als gastrol, geen vaste rol | Gehele seizoen als gastrol, geen vaste rol | Gehele seizoen als gastrol, geen vaste rol | Gehele seizoen als gastrol, geen vaste rol | Gehele seizoen als gastrol, geen vaste rol | Gehele seizoen als gastrol, geen vaste rol | Gehele seizoen als gastrol, geen vaste rol | Gehele seizoen als gastrol, geen vaste rol | Gehele seizoen als gastrol, geen vaste rol | Gehele seizoen als gastrol, geen vaste rol | Gehele seizoen als gastrol, geen vaste rol | Gehele seizoen als gastrol, geen vaste rol |
| Eva LaRue        | Natalia Boa Vista | Gehele seizoen als gastrol, geen vaste rol | Gehele seizoen als gastrol, geen vaste rol | Gehele seizoen als gastrol, geen vaste rol | Gehele seizoen als gastrol, geen vaste rol | Gehele seizoen als gastrol, geen vaste rol | Gehele seizoen als gastrol, geen vaste rol | Gehele seizoen als gastrol, geen vaste rol | Gehele seizoen als gastrol, geen vaste rol | Gehele seizoen als gastrol, geen vaste rol | Gehele seizoen als gastrol, geen vaste rol | Gehele seizoen als gastrol, geen vaste rol | Gehele seizoen als gastrol, geen vaste rol | Gehele seizoen als gastrol, geen vaste rol | Gehele seizoen als gastrol, geen vaste rol | Gehele seizoen als gastrol, geen vaste rol | Gehele seizoen als gastrol, geen vaste rol | Gehele seizoen als gastrol, geen vaste rol | Gehele seizoen als gastrol, geen vaste rol | Gehele seizoen als gastrol, geen vaste rol | Gehele seizoen als gastrol, geen vaste rol |

## Afleveringen
| Nr. | Titel aflevering          | Geregisseerd door   | Geschreven door                                     | Uitzenddatum VS   | Uitzenddatum Nederland |
| --- | ------------------------- | ------------------- | --------------------------------------------------- | ----------------- | ---------------------- |
| 1   | "From the Grave"          | Karen Gaviola       | Ann Donahue & Elizabeth Devine                      | 19 september 2005 | 28 februari 2006       |
| 2   | "Blood in the Water"      | Duane Clark         | Dean Widenmann & Sunil Nayar                        | 26 september 2005 | 7 maart 2006           |
| 3   | "Prey"                    | Scott Lautanen      | Corey Miller & Barry O'Brien                        | 3 oktober 2005    | 14 maart 2006          |
| 4   | "48 Hours to Life"        | Norberto Barba      | John Haynes & Marc Dube                             | 10 oktober 2005   | 21 maart 2006          |
| 5   | "Three-Way"               | Jonathan Glassner   | Marc Guggenheim & Ildy Modrovich                    | 17 oktober 2005   | 28 maart 2006          |
| 6   | "Under Suspicion"         | Sam Hill            | Sunil Nayar & Barry O'Brien                         | 24 oktober 2005   | 4 april 2006           |
| 7   | "Felony Flight"           | Scott Lautanen      | Elizabeth Devine & Anthony E. Zuiker & Ann Donahue  | 7 november 2005   | 11 april 2006          |
| 8   | "Nailed"                  | Karen Gaviola       | Corey Miller & Barry O'Brien                        | 14 november 2005  | 18 april 2006          |
| 9   | "Urban Hellraisers"       | Matt Earl Beesley   | Dean Widenmann & Marc Guggenheim                    | 21 november 2005  | 25 april 2006          |
| 10  | "Shattered"               | Scott Lautanen      | Ildy Modrovich                                      | 28 november 2005  | 2 mei 2006             |
| 11  | "Payback"                 | Sam Hill            | Marc Dube & Ildy Modrovich & Marc Guggenheim        | 19 december 2005  | 9 mei 2006             |
| 12  | "The Score"               | Jonathan Glassner   | Barry O'Brien                                       | 9 januari 2006    | 16 mei 2006            |
| 13  | "Silencer"                | Ernest R. Dickerson | Sunil Nayar                                         | 23 januari 2006   | 23 mei 2006            |
| 14  | "Fade Out"                | Scott Lautanen      | Corey Miller                                        | 30 januari 2006   | 30 mei 2006            |
| 15  | "Skeletons"               | Karen Gaviola       | John Haynes & Elizabeth Devine                      | 6 februari 2006   | 6 juni 2006            |
| 16  | "Deviant"                 | Scott Lautanen      | Krystal Houghton                                    | 27 februari 2006  | 5 september 2006       |
| 17  | "Collision"               | Sam Hill            | Dean Widenmann                                      | 6 maart 2006      | 12 september 2006      |
| 18  | "Double Jeopardy"         | Scott Lautanen      | Brian Davidson                                      | 13 maart 2006     | 19 september 2006      |
| 19  | "Driven"                  | Eagle Egilsson      | Ildy Modrovich                                      | 20 maart 2006     | 26 september 2006      |
| 20  | "Free Fall"               | Scott Lautanen      | Marc Dube                                           | 10 april 2006     | 3 oktober 2006         |
| 21  | "Dead Air"                | Sam Hill            | John Haynes                                         | 24 april 2006     | 10 oktober 2006        |
| 22  | "Open Water"              | Scott Lautanen      | Marc Dube & Ildy Modrovich                          | 1 mei 2006        | 17 oktober 2006        |
| 23  | "Shock" (deel 1)          | Karen Gaviola       | Brian Davidson & Corey Miller                       | 8 mei 2006        | 24 oktober 2006        |
| 24  | "Rampage" (deel 2)        | Duane Clark         | Ann Donahue & Sunil Nayar                           | 15 mei 2006       | 30 oktober 2006        |
| 25  | "One of Our Own" (deel 3) | Matt Earl Beesley   | Barry O'Brien & Krystal Houghton & Elizabeth Devine | 22 mei 2006       | 6 november 2006        |